# Osceola
Osceola (Geórgia, 1804 – Flórida, 20 de janeiro de 1838) foi um chefe guerreiro da tribo dos Seminoles da Flórida. Osceola liderou um pequeno grupo de guerreiros (nunca maior do que 100 índios) durante a resistência Seminole, conhecida por Segunda Guerra Seminole, quando o governo dos Estados Unidos tentou remover os nativos de suas terras. Para se defenderem passaram a atacar os soldados e se esconder nos pântanos que conheciam bem. Osceola influenciou Micanopy, o maior chefe dos Seminoles.
Osceola nasceu em 1804 no povoado de Tallassee, Alabama nos arredores do Condado de Macon, Alabama. A mãe, Polly Coppinger, era filha de Ann McQueen, descendente dos índios Muscogee (povo Creek). Pesquisadores acreditam que o pai de Osceola foi o comerciante inglês William Powell, mas outros dizem que fora um Creek que morrera logo após o nascimento do filho. William Powell se casara depois com a mãe viúva de Osceola. Quando jovem, os brancos o chamavam de Billy Powell. Osceola declarou ser totalmente Muscogee.
O avô materno de Osceola, James McQueen, foi um dos primeiros homens brancos a iniciar o comércio com os Creeks no Alabama em 1714, atividade que se manteve pelos 80 anos seguintes. A filha de James McQueen, Ann, casou-se com Jose Coppinger e sua filha foi Polly, a mãe de Osceola.
Em 1814, Osceola e sua mãe se mudaram para a Flórida juntamente com outros Creeks. Como adulto ele recebeu o nome de Osceola, uma corruptela em inglês do termo Creek asi-yahola, combinação de asi (nome nativo de uma bebida cerimonial) e yahola, que significa gritar. Seria então uma referência ao grito dado por aqueles que bebem a bebida ritualística.
Em referência ao líder nativo surgiram vários nomes geográficos, como o Condado de Osceola na Flórida, Iowa e Michigan, além da Floresta Nacional de Osceola.

## Resistência e liderança guerreira
Em 1832, alguns chefes Seminoles assinaram o Tratado de Payne's Landing, concordando em ceder as terras da Florida em troca de outras ao Oeste do Rio Mississippi. Cinco dos mais importantes chefes nativos, incluindo Micanopy dos Alachua Seminoles, recusaram a mudança. Como retaliação, o agente índio americano Wiley Thompson determinou que aqueles chefes fossem removidos de suas terras. As relações se deterioraram e Thompson proibiu a venda de armas e munições aos Seminoles. Osceola, ainda um jovem guerreiro, sentiu que os Seminoles foram igualados aos escravos. A esposa de Osceola era uma mulher negra e ele se oporia a escravização dos povos livres até o fim de sua vida (Katz 1986).
Thompson considerava Osceola seu amigo e lhe deu um rifle. Mais tarde, quando Osceola causou problemas, Thompson o prendeu no Forte King por uma noite. No dia seguinte, Osceola concordou em reconhecer o Tratado de Payne's Landing e deveria trazer seus seguidores. Em 28 de dezembro de 1835, contudo, Osceola e seus seguidores atiraram e mataram numa emboscada Wiley Thompson e seis outros egressos do Forte King.

## Captura
Em 21 de outubro de 1837, sob as ordens do general Thomas Sidney Jesup, Osceola foi capturado quando supostamente tentava negociar ao chegar ao Forte Payton e trazia consigo uma bandeira branca, o que causou reações da comunidade civilizada. Ele foi aprisionado no Forte Marion, St. Augustine, Flórida. Em dezembro, Osceola e outros prisioneiros Seminoles foram transferidos para o Forte Moultrie, Carolina do Sul. O pintor George Catlin encontrou-se com Osceola e o persuadiu a posar para dois retratos. Robert J. Curtis fez um retrato a óleo dele. Esses quadros teriam inspirados outras gravuras de índios, até a famosa imagem da tabacaria do "Índio com charutos". Osceola morreu de malária em 20 de janeiro de 1838, após três meses da sua captura e pouco depois da pintura de Catlin. E foi enterrado com honras militares no Forte Moultrie.

## Relíquias de Osceola
Após a morte de Osceola, o médico do exército Doutor Frederick Weedon removeu a cabeça do corpo dele e a embalsamou. Foi persuadido por outros Seminoles a fazer uma máscara mortuária e manteve um grande número de objetos do líder. O capitão Pitcairn Morrison tomou posse dos objetos e da máscara e os enviou para Washington. Em 1885, as peças foram para a coleção antropológica do Instituto Smithsoniano, onde permanecem até o momento. Weedon havia dado a cabeça para Daniel Whitehurst que, em 1843, enviou-a para Valentine Mott, um médico de New York. Mott a colocou no Museu de Cirurgia e Patologia. Presume-se que a cabeça foi perdida durante um incêndio que destruiu o museu em 1866.
A Nação Seminole comprou alguns objetos pessoais de Osceola durante um leilão da Sotheby em 1979.

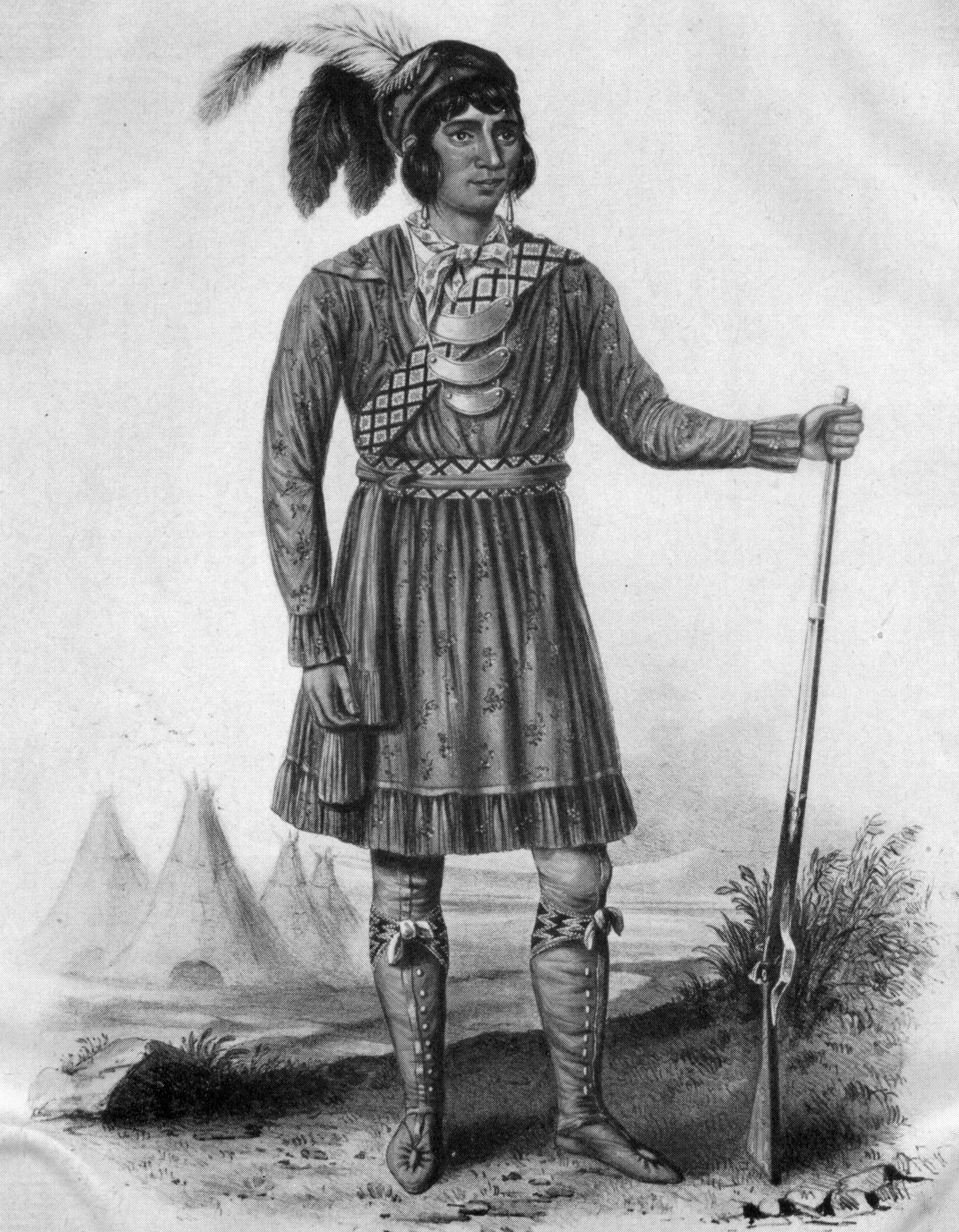
Osceola. (litografia de 1838)

## Literatura
A história de Osceola é contada em vários trabalhos literários:
- Freedom Land: A Novel de Martin L. Marcus. Aqui Osceola nasceu Billy Powell, filho de um respeitado oficial britânico e sua companheira Creek. Acusado de assassinato que não cometera, ele foge para o território Seminole, onde se junta a escravos fugidos e nativos perseguidos pelas tropas americanas. Enamorado da bela "Morning Dew", uma escrava negra, Osceola assume a causa da liberdade e defende seu novo lar, tornando-se um grande vulto histórico.
- Osceola (1859) de Thomas Mayne Reid.
- Osceola - Die rechte Hand der Vergeltung de Konrad Petzold (1971).
- Nature Girl, de Carl Hiaasen que traz um resumo da história de Osceola, sua captura e aprisionamento.
- The Patriot Chiefs (1993) - Uma crônica sobre a resistência indígena- 177 páginas
- Captive de Heather Graham (1996). Uma história ficcional em forma de romance com Osceola como um dos principais protagonistas.
- War Chief of the Seminoles (1954) de May McNeer. Livro para crianças.
- "Osceola, Häuptling der Seminole-Indianer" de Ernie Hearting, 253 p. publicado em 1963, Waldstatt Verlag, Switzerland. Livro 9 dos 15 da série "Berühmte Indianer, weiße Kundschafter"

## Filmes
- Seminole (1953)
- Naked in the Sun (1957).

## Música
- A canção Seminole Wind, título de faixa do álbum de John Anderson, faz referências ao fantasma de Osceola que assombra os Everglades.